# Reinaldo Sánchez Rivera
Reinaldo Sánchez  (Tegucigalpa, 5 de junio de 1979) es un político y empresario hondureño, militante del Partido Nacional, institución de la cual fue presidente desde mayo de 2017 hasta mayo de 2021. Ha sido electo diputado en cuatro ocasiones, fue ministro secretario privado del presidente Porfirio Lobo y ministro de Inclusión Social durante el Gobierno de Juan Orlando Hernández. Además de su trayectoria política, ha sido empresario, ganadero y administrador de empresas.

## Biografía

### Estudios
Realizó sus estudios primarios en la Escuela Urbana Mixta Lux de San Francisco de la Paz, obtuvo el título de perito mercantil y contador público en el Instituto Departamental Evangélico Ana D. Bechtol en San Pedro Sula. Estudió inglés como segunda lengua en LaGuardia Community College de Nueva York, Estados Unidos. En el año 2007, obtuvo su título de Licenciado en Administración de Empresas en la Universidad Católica de Honduras. Se formó en estrategia política, administración pública y gobierno dentro del Partido Nacional.

### Trayectoria política
En 2005 participó por primera vez en elecciones generales, logrando su primera diputación, y su segunda la obtuvo en las elecciones de 2009. Dejó su puesto legislativo el 27 de enero de 2010 para asumir el cargo de ministro secretario privado del presidente Porfirio Lobo. El 1 de mayo de 2013 dejó el ministerio para participar una vez más como candidato a diputado. En las elecciones de 2013 fue el diputado electo con mayor número de votos en el departamento de Olancho, pero una vez más dejó la curul para ocupar la titularidad del Ministerio de la Presidencia desde el 27 de enero de 2014, durante el primer periodo del gobierno de Juan Orlando Hernández. Fue electo nuevamente como diputado en las elecciones de 2017.
Fue presidente del Partido Nacional de Honduras desde el 19 de mayo de 2017 hasta el 23 de mayo de 2021. Fue además ministro de la Secretaría de Desarrollo e Inclusión Social (Sedis) desde el 6 de febrero de 2018 hasta el 30 de septiembre de 2020, cargo que dejó para participar en política. Como ministro de Sedis se encargó de programas como: “Educar Para El Futuro”, iniciativa que daba a niños de escasos recursos becas, útiles escolares, uniformes y mejoras en centros educativos; “Salud para Todos”, que facilitaba servicios médicos a los campesinos en el área rural de Olancho; “Chiki Brigada”, que promovió la salud preventiva en niños de distintos centros educativos, y “Mano Solidaria”, que brindaba a los más pobres en Olancho entrega de alimentos, mejoras en viviendas, donación de ropa, huertos familiares entre otros.
En mayo de 2020, el exjefe de la Policía Nacional, Juan Carlos «El Tigre» Bonilla, acusó a Reinaldo Sánchez de proteger a un pariente en delitos de narcotráfico. Sánchez lo exhortó a presentar las pruebas al Ministerio Público y dijo que no presentaría una querella contra él para no interferir con el proceso judicial de Bonilla en los Estados Unidos.

## Orígenes y familia
Aunque nació en Tegucigalpa, M.D.C., Francisco Morazán, creció durante toda su niñez y juventud en el municipio de San Francisco de la Paz del departamento de Olancho. Es el menor de 6 hijos. Hijo de Reynaldo Antonio Sánchez, ganadero, agricultor y político de la zona, y de Alba Marina Rivera, maestra de primaria y también política local; a los cuales desde muy pequeño acompañó en las distintas giras políticas. En 2003, Sánchez contrajo matrimonio con la licenciada Cinthya Gómez, y tiene dos hijos.